# Lassance
Lassance är en kommun i Brasilien.   Den ligger i delstaten Minas Gerais, i den sydöstra delen av landet, 400 km sydost om huvudstaden Brasília. Antalet invånare är 6 490.
Omgivningarna runt Lassance är huvudsakligen savann. Trakten runt Lassance är nära nog obefolkad, med mindre än två invånare per kvadratkilometer.